# Gonzalo Duarte García de Cortázar
Gonzalo Duarte García de Cortázar, SSCC (Valparaíso, 27 de setembro de 1942) é prelado católico chileno, pertencente à Congregação dos Sagrados Corações de Jesus e Maria e emérito da Diocese de Valparaíso. Serviu anteriormente como bispo do Ordinariato Militar do Chile.

## Biografia

### Juventude e presbiterado
Nasceu em Valparaíso, filho de Ignacio Duarte Calderón e María del Carmen García de Cortázar Sagarmínaga. Realizou seus estudos na escola pública Ramón Barros Luco e continuou no Colégio dos Sagrados Corações de Valparaíso, onde ingressou em 1958. Ingressou na Congregação dos Sagrados Corações de Jesus e Maria em 5 de março de 1959 e fez sua profissão de fé em 17 de abril de 1960.
Foi ordenado presbítero em Santiago, em 8 de julho de 1967, por imposição das mãos de Dom Alejandro Menchaca Lira, bispo emérito de Temuco.
Tornou-se professor de ensino médio em Religião e Moral na Universidade Católica de Valparaíso. Realizou estudos de especialização na Pontifícia Universidade Gregoriana e no Pontifício Ateneu Santo Anselmo em Roma.
Exerceu seu ministério, por vinte e cinco anos, nos colégios dos Sagrados Corações de Santiago, Valparaíso e Viña del Mar, sendo, sucessivamente, reitor nestes dois últimos. Foi decano no Decanato de Viña del Mar. Posteriormente foi vigário episcopal de Valparaíso e de Viña del Mar, e vigário pastoral da Diocese de Valparaíso, durante o governo episcopal de Dom Francisco de Borja Valenzuela Ríos. Também atuou como conselheiro superior da Universidade Católica de Valparaíso, representando o Grão-Chanceler, e por um período como vice-reitor do Pontifício Seminário Maior San Rafael de Lo Vásquez.
Foi vigário para os Institutos Femininos de Vida Consagrada na Diocese de Valparaíso durante o governo episcopal de Dom Jorge Medina. Também serviu como pároco de La Unión (Paróquia São José), da Diocese de Valdivia.
Em 1970, passou a ser capelão auxiliar da Escola de Telecomunicações do Exército do Chile. De 1972 a 1979, serviu como capelão auxiliar do regimento Coraceros em Viña del Mar.

### Episcopado
Em 31 de janeiro de 1995, o Papa João Paulo II nomeou-o bispo titular de Lamiggiga e incumbiu-o do Ordinariato Militar do Chile. Foi consagrado em 2 de abril do mesmo ano, no Templo Votivo de Maipú, pelo núncio apostólico Piero Biggio, acompanhado por Dom José Joaquín Matte Varas, emérito do Ordinariato Militar, e Dom Francisco Javier Prado Aránguiz, bispo de Rancagua e também religioso dos Sagrados Corações. Tomou posse da Catedral Castrense no dia seguinte.
Sem prejuízo de seu cargo com o bispo militar, o Papa João Paulo II designou Dom Gonzalo para a Diocese de Valparaíso, em 4 de dezembro de 1998, e tomou posse da mesma a 27 do mesmo mês. Entregou o Ordinariato Militar a Dom Pablo Lizama Riquelme em 27 de novembro de 1999.
Na Comissão Episcopal do Chile, foi eleito membro da Comissão Pastoral (COP) como presidente da Área de Agentes Evangelizadores e da Comissão Nacional de Pastoral Familiar em novembro de 2001 até novembro de 2003, quando foi eleito vice-presidente em sucessão ao seu coirmão Dom Javier Prado, que renunciou por motivos de saúde. Em maio de 2003, foi eleito responsável da Seção de Pastoral Familiar do CELAM para o período de 2003-2007.
Em maio de 2007, liderou a delegação chilena na Quinta Conferência Geral do Episcopado Latino-Americano e do Caribe em Aparecida, Brasil, representando o presidente, ausente por motivo de doença. Por essa mesma razão, participou da Assembleia Geral do CELAM realizada em julho do mesmo ano, em Havana, Cuba. Na plenária da Assembleia Geral da Conferência Episcopal, foi reconduzido para mais um mandato como vice-presidente por mais três anos. Em 2010, foi substituído por Dom Alejandro Goic Karmelic e passou para o Comitê Permanente do órgão, até 2016.
Em setembro de 2011, num encontro ecumênico na Catedral de Valparaíso, fez apelo aos cristãos de seu país para que se oponham contra as leis que permitem o aborto ou, segundo suas palavras, poderão vir a debilitar a família.
Participou das visitas ad limina em 2008 e 2017.

### Emeritude: denúncias de abuso sexual
Dom Gonzalo apresentou seu pedido de renúncia ao governo episcopal de sua diocese junto aos demais bispos chilenos em 18 de maio de 2018 depois de três dias de conversas a portas fechadas com o Papa Francisco para discutir sobre as acusações de que a Igreja Católica no Chile agiu para encobrir denúncias de abusos sexuais. No mês seguinte, o Pontífice aceitou os pedidos de três: Dom Cristián Caro Cordero, arcebispo de Puerto Montt; Dom Gonzalo; e Dom Juan de la Cruz Barros Madrid, este acusado de ser cúmplice do Padre Fernando Karadima, condenado pelo Vaticano por diversos casos de abuso em 2011, cuja remoção para a Diocese de Osorno causou a onda de protestos que culminaram nessa crise.
Embora a cúpula da Igrena no Chile tenha garantido que sua renúncia foi aceita por motivo de diade, em conformidade com o Código Canônico, Dom Gonzalo é investigado por denúncias de acobertamento de abusos. Entre 1992 e 2007, cinco ex-seminaristas do Pontifício Maior San Rafael de Lo Vásquez, Sebastián Del Río, Marcelo Soto, Mauricio Pulgar, Marcelo Rodríguez e Gustavo Donoso, foram vítimas de abusos sexuais e de consciência por parte de diversos sacerdotes, assim como de uma rede de acobertamento da Diocese de Valparaíso, inclusive durante o governo de Dom Gonzalo.
Em 5 de agosto de 2020, os ex-seminaristas interpuseram uma demanda na Corte de Apelações contra a diocese. Um mês antes, em 17 de julho, outra denúncia havia sido apresentada à Nunciatura Apostólica em Santiago, entre outros, contra Dom Gonzalo, especificamente, por assédio sexual, abuso de poder e de consciência contra Sebastián Del Rio. Paralelamente, a estas acusações, o prelado passou a ser investigado pela compra de um apartamento de em Viña del Mar o qual passou a utilizar como residência após sua demissão.